# Печеніжин (ґміна)
Ґміна Печеніжин — адміністративна субодиниця Коломийського повіту Станіславського воєводства та у Крайсгауптманшафті Коломия Дистрикту Галичина Третього Райху. Місто Печеніжин стало центром сільської ґміни Печеніжин, за Польщі не входило до її складу, в роки Третього Райху перебувало у складі ґміни.
Утворена 1 серпня 1934 року згідно з розпорядженням Міністерства внутрішніх справ РП від 26 липня 1934 за підписом міністра Мар'яна Зиндрама-Косьцялковського під час адміністративної реформи.
Ґміна утворена з попередніх самоврядних сільських ґмін Ключув Мали, Маркувка, Млодятин, Рунґури, Слобода Рунґурска.
У 1934 р. територія ґміни становила 92,65 км². Населення ґміни станом на 1931 рік становило 7 601 особа. Налічувалось 1 809 житлових будинків.
Ґміна ліквідована в 1940 р. у зв’язку з утворенням Печеніжинського району.
Гміна (волость) була відновлена на час німецької окупації з липня 1941 р. до березня 1944 р. 
На 1.03.1943 населення ґміни становило 12 556 осіб..
Після зайняття території ґміни Червоною армією в 1944 р. ґміну ліквідовано і відновлений Печеніжинський район.